# Astragalus urgunensis
Astragalus urgunensis är en ärtväxtart som beskrevs av Dieter Podlech. Astragalus urgunensis ingår i släktet vedlar, och familjen ärtväxter. Inga underarter finns listade i Catalogue of Life.